# Smilisca baudinii
Smilisca baudinii is een kikker uit de familie boomkikkers of Hylidae.

## Naam
De soort werd in 1841 voor het eerst wetenschappelijk beschreven door de biologen André Marie Constant Duméril en Gabriel Bibron. Oorspronkelijk werd de wetenschappelijke naam Hyla Baudinii gebruikt. De soortaanduiding baudinii is een eerbetoon aan de Franse ontdekkingsreiziger Nicolas Baudin (1754 - 1803).

## Verspreiding en habitat
De boomkikker komt voor in het zuidelijke deel van de Verenigde Staten, Mexico, El Salvador, Belize, Nicaragua, Honduras, Guatemala en Costa Rica, het is de grootste soort boomkikker die in de VS voorkomt. De habitat bestaat uit vochtige tot vrij droge laaglanden, bosranden en vijvers, ook gecultiveerde landschappen als bananenplantages zijn een geschikte leefplaats. De activiteit van de kikkers hangt samen met de regenval; vlak na een regenbui komen ze massaal tevoorschijn, en in drogere jaren zijn ze juist nauwelijks te vinden.

## Uiterlijke kenmerken
De mannetjes bereiken een lichaamslengte tot ongeveer 8 centimeter, de vrouwtjes worden groter tot 9 cm. De lichaamskleur is bruin tot groengrijs, en heeft een sterk variërende donkerbruine vlekkentekening op de rug. Meestal een enkele, grote vlek, maar ook kleinere lichtomrande vlekken komen voor. Typische kenmerken zijn het grote trommelvlies (tympanum) dat vlak bij het eveneens grote oog ligt en bruin is, en de oogstreep die er net boven loopt van neus tot nek. De ogen hebben een horizontale pupil en gele of witte iris, en onder ieder oog loopt een zwarte streep naar de snuitpunt. Ook zijn ze te herkennen aan de rijen wratjes op de onderarmen. Het lichaam is gedrongen, de kop erg stomp en deze soort heeft relatief kleine achterpoten.

## Voortplanting
De voortplanting vindt plaats van juni tot oktober; Smilisca baudinii heeft een langere paartijd dan veel andere kikkers. De mannetjes zoeken de waterkant op en beginnen te kwaken en als een vrouwtje zich aandient vindt paring plaats onder water. De paargreep waarmee ze zich aan elkaar vasthouden (de man aan de vrouw) wordt ook wel amplexus genoemd. De vrouwtjes leggen tot 3500 eitjes die onder het wateroppervlak blijven drijven om zo meer zonlicht op te vangen.